# ماریمار (مجموعه تلویزیونی مکزیکی)
ماریمار (اسپانیایی: Marimar‎) یک تله‌نوولا مکزیکی است که توسط اینس رودنا ساخته شده است. این مجموعه در ۳۱ ژانویه تا ۲۶ آگوست ۱۹۹۴ از کانال د لاس استرلاس پخش شد. تالیا، ادواردو کاپتیلو و شانتال آندره در آن به ایفای نقش می‌پردازند.

## بازیگران
- تالیا در نقش ماریمار پرز د سانتیبانز / ماریا دل مار آلداما / پرز / بلا آلداما
- ادواردو کاپتیلو در نقش سرخیو سانتیبانز
- میگل پالمر در نقش گوستاوو آلداما
- گیلرمو گارسیا کانتو در نقش برناردو دوآرته
- آلفونسو ایتورالده در نقش رناتو سانتیبانز
- رنه میوز در نقش پدر پورس
- شانتال آندره در نقش آنجلیکا لوپز د سانتیبانز
- لوئیس گاتیکا در نقش چوی
- کنیا گاسکون در نقش آنتونیتا لوپز
- دانیل گاووری در نقش آرتورو
- تونو اینفانته در نقش نیکاندرو مخیا
- فرانسیس اوندیویلا در نقش برندا
- ماریسول سانتاکروز در نقش مونیکا
- آنا لوئیزا پلوفو در نقش سلوا
- مارتا اوفلیا گالیندو در نقش جوزفینا
- رافائل دل ویلار در نقش استبان
- نیکی موندلینی در نقش جما
- فرناندو ام. گوتیرز در نقش چیکو
- روزنگلا بالبو در نقش یوجنیا
- ریکاردو بلوم در نقش فرناندو مونته‌نگرو
- خوآن کارلوس سران در نقش اولیسس
- امایرانی در نقش ناتالیا مونته‌نگرو
- مارسلو بوکت در نقش رودولفو سان جنیس